# NA-4100
La  NA-4100  es una carretera local perteneciente a la Red de Carreteras de Navarra que se inicia en PK 2,22 de PA-34 (Glorieta) y termina en PK 19,64 de NA-411. Tiene una longitud de 16,74 kilómetros.